# Diwan-i Humayun
Diwan-i Humayun fou el consell imperial otomà o organisme central del govern des del segle xv fins a la meitat del segle xvii. Estava dirigit pel Khwadjegan-i Diwan-i Humayun.
Vers principis del segle XV el sultà tenia el costum de presidir un consell de paixàs. Només excepcionalment (en els interregnes entre dos sultans), el consell es podia reunir sense el sultà, però sota Mehmet II aquest va delegar la presidència en el gran visir, tot i que podia seguir les deliberacions d'amagat. Solimà el Magnífic va abandonar definitivament també aquest control. Formaven el diwan el gran visir, els visirs, els kadi-askers, els defertars i els nishandjis; més tard s'hi va afegir el beglerbegi de Rumèlia (durant el segle xvi) i després el Kapudan Paixà. El diwan es reunia al segle xvi quatre vegades per setmana a l'edifici anomenat diwankhane, al palau de Topkapı. El formaven tres branques principals:
- Diwan kalemi (cancelleria)
- Tawil kalemi (nomenaments principals)
- Ruas kalemi (nomenaments inferiors)
- Branca del teshrifatdji (cerimonial)
- Branca del wakanubi (arxius)
- Branca del amedi o ameddi (secretaria i coordinació)

Un diwan reduït (ikindi diwani perquè es feia després de la pregària del migdia o ikindi, a la casa del gran visir), controlat pel gran visir, es va començar a reunir per solucionar afers pendents del diwan; va arribar a tenir reunions cinc dies per setmana i va anar deixant sense atribucions el diwan general. La direcció dels afers pel gran visir fou reconeguda el 1644, i els departaments abans sotmesos al diwan van passar al control del gran visir.